# Anna Henderson
Anna Louise Henderson (Hemel Hempstead;14 november 1998) is een Britse wielrenster die sinds 2025 rijdt voor de Amerikaande wielerploeg Lidl-Trek.

## Carrière
In 2019 won Henderson het Brits kampioenschap tijdrijden voor beloften. Tijdens de Wereldkampioenschappen wielrennen van 2019 behaalde ze met de Britse ploeg een derde plaats op de Gemengde ploegenestafette. In 2021 verlengde ze haar contract bij Jumbo-Visma tot eind 2024.
In 2023 werd Henderson tweede in de tijdrit op het Europees kampioenschap, na de Zwitserse Marlen Reusser.

## Palmares
2019
 Brits kampioen tijdrijden, beloften
 Brits kampioenschap op de weg, elite
 Wereldkampioenschap wielrennen: Gemengde ploegenestafette
2021
 Brits kampioen tijdrijden, elite
1e en 2e etappe :Tour de Belle Isle en Terre
Eindklassement Tour de Belle Isle en Terre
2022
Proloog Festival Elsy Jacobs
Bergklassement RideLondon Classic
2023
 Europees kampioenschap
2024
 Brits kampioen tijdrijden, elite
 Tijdrit op de weg Olympische Spelen
2025
1e etappe Ronde van Spanje (TTT)
2e etappe Ronde van Italië

### Resultaten in voornaamste wedstrijden
| Jaar | Ronde van Italië | Ronde van Frankrijk | Ronde van Spanje |
| ---- | ---------------- | ------------------- | ---------------- |
| 2018 |                  |                     |                  |
| 2019 |                  |                     |                  |
| 2020 |                  |                     |                  |
| 2021 |                  |                     | 25e              |
| 2022 |                  | opgave              |                  |
| 2023 |                  | 68e                 | 27e              |
| 2024 |                  | opgave              | opgave           |
| 2025 | 59e (1)          |                     | 37e              |

| Jaar | Gent-Wevelgem | Ronde van Vlaanderen | Parijs-Roubaix | Amstel Gold Race | Luik-Bast.‑Luik | Brabantse Pijl | Omloop Het Nieuwsblad |  | WK op de weg |
| ---- | ------------- | -------------------- | -------------- | ---------------- | --------------- | -------------- | --------------------- |  | ------------ |
| 2018 |               |                      |                |                  |                 | 27e            |                       |  | opgave       |
| 2019 |               |                      |                |                  |                 | 14e            |                       |  | 22e          |
| 2020 |               |                      |                |                  |                 |                |                       |  | 60e          |
| 2021 | 42e           | 24e                  | 28e            |                  | 28e             |                | 20e                   |  | 25e          |
| 2022 | 47e           | 29e                  |                | 46e              | 22e             |                | 7e                    |  | 50e          |
| 2023 | 9e            | 9e                   |                | 43e              | 31e             | 13e            | 22e                   |  | opgave       |
| 2024 |               |                      |                | 11e              | 14e             |                |                       |  | 21e          |
| 2025 | 50e           | 12e                  |                | 8e               |                 |                |                       |  |              |

## Ploegen
- 2019 –  Team Tibco (stagiair vanaf 1 augustus)
- 2020 –  Team Sunweb
- 2021 –  Jumbo-Visma
- 2022 –  Jumbo-Visma
- 2023 –  Jumbo-Visma
- 2024 –  Visma-Lease a Bike
- 2025 –  Lidl-Trek

Andersen · Georgi · Henderson · Jackson · Kirchmann · Koch · Labous · Lippert · Mackaij · Mathiesen · Olausson · Rivera · Soek · Wiebes
Beekhuis · Henderson · Kasper · Koster · Markus · Mathiesen · Soet · Swinkels · Van de Velde · Van den Bos · Van der Burg · Vos
Achtereekte · Beekhuis · van den Bos · Henderson · Kasper · Koster · Kraak · Labecki · Markus · Riedmann · Rüegg · Soet · Swinkels · Vos
Achtereekte · van Agt · Beekhuis · Cadzow · van Empel · Henderson · Kraak · Labecki · Markus · Oudeman · Reijnhout · Riedmann · Rüegg · Swinkels · Veenhoven · Vos
Achtereekte · van Agt · von Berswordt · van Empel · Geurts · Henderson · Markus · Nooijen · Oudeman · Reijnhout · Riedmann · Veenhoven · Vigié · Vos · de Vries (vanaf 4/6) · Wolff (stage vanaf 7/9)
van Anrooij · Balsamo · Bjerg · Brand · Copponi · Deignan · van Dijk · Fisher-Black · Hanson · Henderson · A. Holmgren · I. Holmgren · Markus · Moors · Realini · Sanguineti · Sharp · Spratt · Wilson-Haffenden